# زعرور جرماني
إكي دنيا أو المُشْمَلة المبذولة أو المُشمُلَة أو الزعرور الجرماني أو الزعرور البستاني (ويعرف شعبيا بالزعرور البري) أو ذو ثلاث حبات  أو مُثلث العجم أو أرونيا أو ذو الثلاثة النوى أو مَشْمُلا أو بشملة (باللاتينية: Crataegus germanica) نوع نباتي يتبع جنس المُشْمَلة من الفصيلة الوردية.

## الموئل والانتشار
موطنه بلاد الشام وقبرص وتركيا والقوقاز واليونان وبلغاريا. يزرع أيضًا في المغرب العربي وفي مناطق من أوروبا.

## مرادفات للاسم العلمي
- (باللاتينية: Mespilus germanica L.)
- (باللاتينية: Crataegus mespilus Jess., nom. illeg.)
- (باللاتينية: Mespilus calicina Stokes, nom. illeg.)
- (باللاتينية: Mespilus communis Gueldenst., nom. illeg.)
- (باللاتينية: Mespilus domestica Gaterau, nom. illeg.)
- (باللاتينية: Mespilus germanica L.)
- (باللاتينية: Mespilus vulgaris Rchb., nom. illeg.)
- (باللاتينية: Ostinia mespilus Clairv., nom. illeg.)
- (باللاتينية: Pyrus germanica (L.) Hook. f.)[10]
- (باللاتينية: Mespilus portentosa Poit. & Turpin)

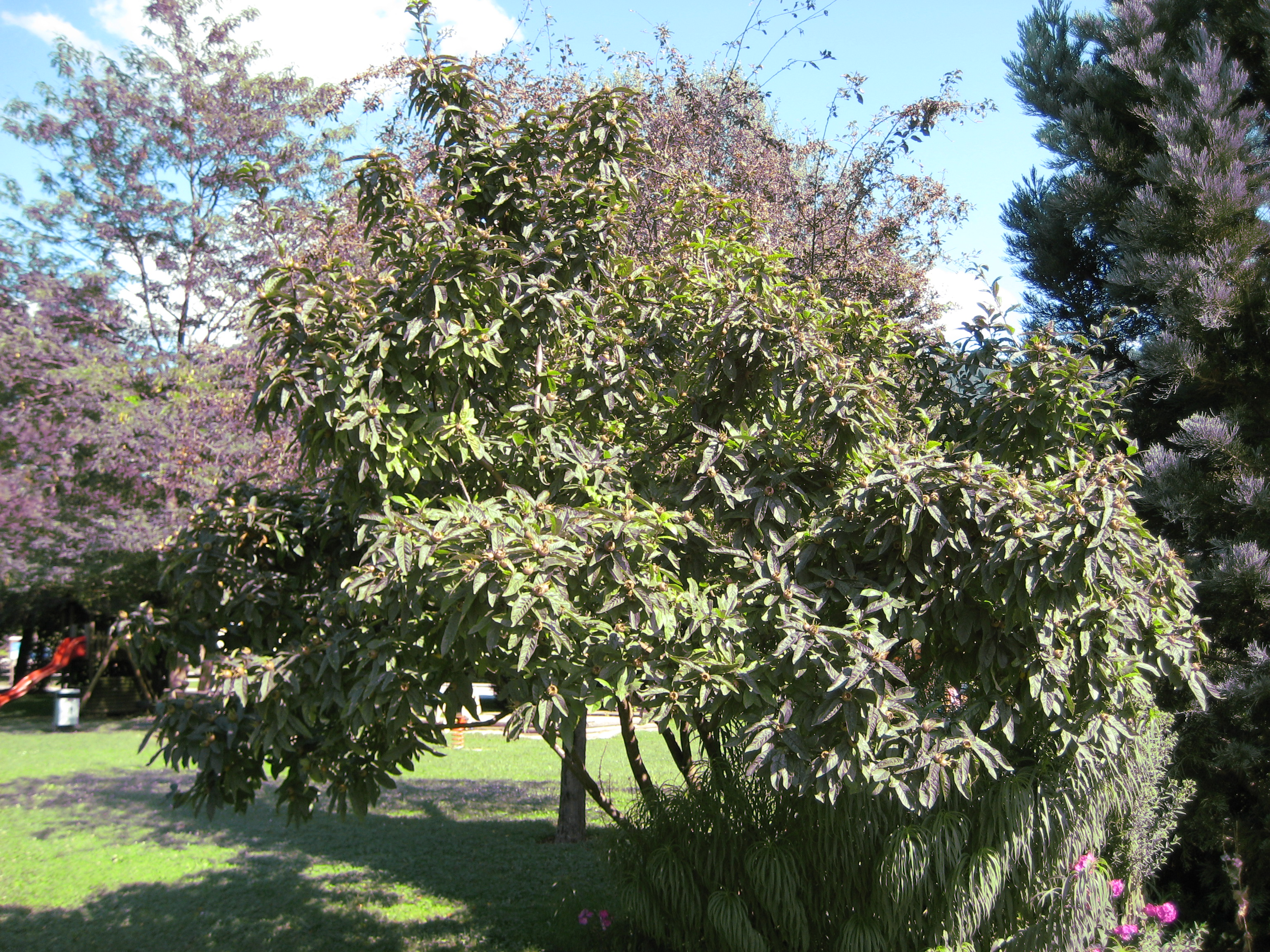
شجرة الزعرور الجرماني

- (باللاتينية: Mespilus sylvestris Mill.)